# Silent Hill (franquicia)
Silent Hill (サイレントヒル Sairento Hiru?) es una franquicia de videojuegos de terror y supervivencia creada por Keiichiro Toyama y publicada por Konami y su subsidiaria, Konami Digital Entertainment. Los primeros cuatro títulos de la serie, Silent Hill, 2, 3 y 4: The Room, fueron desarrollados por Team Silent, grupo interno perteneciente a KCET. Las obras posteriores fueron creadas o desarrolladas por grupos no relacionados con el equipo original. En dichas obras se incluyen historietas, películas y videojuegos.
Silent Hill transcurre en la ciudad ficticia homónima, localizada en Estados Unidos. La serie está fuertemente influenciada por el terror psicológico y presenta a protagonistas sin cualidades o destrezas físicas fuera de lo normal; en contraste con otros títulos de terror y supervivencia. Las mecánicas de juego giran en torno a resolver acertijos, explorar el mapa en busca de objetos interesantes y combatir monstruos. Veinte años después de su creación, un modder encontró monstruos inéditos que Konami había mantenido dormidos en los ficheros del juego.

## Videojuegos

### Serie original
El juego original de Silent Hill fue lanzado para PlayStation en enero de 1999 en Norteamérica, tiempo después en Japón y Europa, en marzo y agosto de 1999, respectivamente. Su desarrollo fue llevado a cabo por Team Silent (un grupo interno perteneciente a KCET) bajo la dirección de Keiichiro Toyama. Según la revista sueca Level, los nuevos propietarios de la empresa matriz Konami estaban buscando un juego que tuviese éxito en Estados Unidos. A pesar de que la empresa matriz tenía un enfoque orientado a las ganancias, el equipo de desarrollo decidió hacer caso omiso a los límites impuestos por Konami, para hacer de Silent Hill un juego que apelara a las emociones de los jugadores. Takayoshi Sato, creador de las escenas generadas por computadora (CGI), afirmó que el presupuesto para el videojuego estuvo entre 3 y 5 millones de dólares. La trama de Silent Hill muestra a Harry Mason en busca de su hija Cheryl en la ciudad homónima; al avanzar la trama, Harry descubrirá la verdad acerca de la ciudad y de un culto arraigado en ella. Silent Hill recibió críticas positivas y fue un éxito comercial. Es considerado un título definitorio para el horror de supervivencia, pues se alejó de elementos característicos del cine B en pos a una atmósfera de terror psicológico. El juego ha vendido más de dos millones de copias hasta la fecha.
Tras el lanzamiento del videojuego, Keiichiro Toyama dejó el equipo para irse a SCE Japan Studio.
El siguiente título de la serie, Silent Hill 2, fue publicado en septiembre de 2001. PlayStation 2 fue elegida como plataforma inicial, por cuanto el productor del juego Akihiro Imamura, declaró que era en ese entonces «el enfoque del mercado». Versiones para Xbox y Microsoft Windows fueron lanzadas tiempo después. Con la salida de Toyama, la dirección de la segunda entrega quedó en manos de Masashi Tsuboyama. La historia fue concebida por Sato (además de seguir trabajando en las escenas CGI), y escrita por este y Hiroyuki Owaku. Sato estimó que el presupuesto para Silent Hill 2 fue entre 7 y 10 millones de dólares. A pesar de seguir ambientado en la misma ciudad que el título anterior, Silent Hill 2 no es una secuela directa de la primera entrega; se enfoca en el estado del pueblo y las repercusiones dejadas por el culto en él, tras los eventos del primer juego, además de proveer historia a la ciudad en sí. El protagonista de la trama es James Sunderland, quien entra en el pueblo tras recibir una carta escrita por su difunta esposa, diciéndole que ella lo está esperando en su «lugar especial» en Silent Hill. Allí, James deberá buscarla mientras descubre la verdad acerca de su muerte. Silent Hill 2 fue bien recibido en su lanzamiento, a pesar de que elogios mayores se produjeron en retrospectiva. Gracias a su historia, al uso de metáforas, de terror psicológico y de temas tabú, SH2 es considerado uno de los mejores juegos de terror y reconocido como uno de los mejores videojuegos de todos los tiempos. Según VGChartz, Silent Hill 2 ha vendido más de un millón y medio de copias hasta la actualidad.
Silent Hill 3 y 4: The Room fueron desarrollados casi simultáneamente; Team Silent se separó en dos grupos, cada uno llevando a cabo su propio juego. Silent Hill 4, conocido inicialmente como Room 302, tenía la intención de explorar otra dirección para la franquicia, mas no iba a formar parte de la serie principal. La dirección de Silent Hill 3 cayó en manos de Kazuhide Nakazawa, mientras que el guion siguió bajo el trabajo de Owaku. Masahiro Ito, director de arte y diseñador de los monstruos en anteriores entregas, continuó como tal en SH3. Ito y Owaku se retiraron de Team Silent después de SH3, así como Sato, quien lo hizo tras SH2. Silent Hill 4: The Room fue dirigido y escrito por Suguru Murakoshi, y su arte quedó a cargo de Tsuboyama. A pesar de que ambos proyectos estuvieron divididos en cuanto a personal, Akira Yamaoka siguió participando como director de sonido y compositor en ambas entregas.
Silent Hill 3 fue publicado en julio de 2003 para PlayStation 2; una versión para Windows fue lanzada tiempo después. Siendo la secuela directa del primer título, Silent Hill 3 toma lugar diecisiete años después de los sucesos ocurridos en la primera entrega. La historia se centra en Heather Mason, quien es arrastrada a la extraña realidad de una pesadilla tras experimentar un evento aterrador en un centro comercial. Ella termina descubriendo que es parte del plan del culto de Silent Hill y se encuentra a sí misma atrapada en un conflicto dentro de la ciudad. Silent Hill 3 tuvo en su mayoría críticas positivas, especialmente por su presentación, escenarios, gráficos y audio, así como todos los elementos del horror de supervivencia que se emplearon para el desarrollo de la trama del mismo. Ha logrado vender más de 700 000 unidades en todo el mundo.
Silent Hill 4: The Room fue lanzado en 2004 para PlayStation 2, Microsoft Windows y Xbox. A diferencia de títulos anteriores, The Room está ambientado en la ciudad ficticia de South Ashfield. SH4 incluye un sistema de juego alterado en comparación con anteriores entregas y toma elementos de las tramas de anteriores juegos. La historia sigue a Henry Townshend, quien se encuentra a sí mismo encerrado en su propio apartamento, hasta que un agujero aparece en la pared de su baño. El agujero lo conduce a varios mundos donde Henry desvela la conexión de su apartamento con un asesino en serie relacionado con el pueblo de Silent Hill. Tras su lanzamiento, The Room recibió críticas positivas, si bien no lo fueron tanto como las de sus predecesores; análisis criticaron el énfasis en el combate, lo que comprometía al terror de la obra. No obstante, críticas como las de GameSpot elogiaron la atmósfera del juego. Por su parte, Declaraciones oficiales de Konami han calificado las ventas del videojuego en América como «favorables». VGChartz señala que Silent Hill 4: The Room ha vendido más de 600 000 unidades.
Tras el lanzamiento de Silent Hill 4, Team Silent se disolvió en abril del año 2005. KCET se fusionó con la empresa matriz Konami ese mismo mes. Según un artista de Silent Hill: Homecoming, Team Silent fue disuelto por la propia Konami, pues esta «quería a alguien más para hacer los juegos». Todos los títulos posteriores a The Room fueron desarrollados por grupos no relacionados con el equipo original. Akira Yamaoka, sin embargo, siguió en su trabajo como compositor y director de sonido hasta 2009, año en que se retiraría.

### Juegos posteriores
Silent Hill Origins, conocido como Silent Hill Zero en Japón, fue lanzado para PlayStation Portable a finales de 2007. Su desarrollo estuvo a cargo de Climax Studios. Una versión para PlayStation 2 salió a principios de 2008. Esta entrega es una precuela del primer videojuego de la serie. Ambientado en la ciudad homónima, la trama de Origins sigue al camionero Travis Grady mientras busca información acerca de una niña quien rescató en un incendio. En el camino, Travis abre sus recuerdos reprimidos de la infancia. El argumento del juego fue escrito por Sam Barlow. Los primeros avances de Silent Hill Origins vieron la luz a mediados de 2006; para este momento se esperaba que la publicación del juego fuese a finales de dicho año. No obstante, el equipo estadounidense de Clímax que trabajaba en Origins fue despedido, definiendo su desarrollo como «un desastre por mala administración y fechas límites poco realistas». La producción del juego fue subsecuentemente transferida al Reino Unido para asegurar que el producto final fuera «un juego más sólido». Las reseñas de Silent Hill Origins fueron positivas, a pesar de que críticas negativas argumentaron la «estricta adherencia» a la fórmula de la serie, y que el juego «confía en los estándares de la franquicia sin hacer nada nuevo». Origins ha vendido cerca de 600 000 unidades.
La siguiente entrega, Silent Hill: Homecoming, fue desarrollada por Double Helix Games y publicado en septiembre de 2008 en Norteamérica para PlayStation 3 y Xbox 360. Una versión para Microsoft Windows se lanzó en América en noviembre de 2008 a través de Steam. La versión japonesa fue cancelada. La obra sigue a Alex Shepherd, quien vuelve a su ciudad natal Shepherd's Glen. Allí, se da cuenta de que su hermano menor está desaparecido y que el pueblo está sumido en el caos. Mientras continúa buscando a su hermano, descubre más sobre la historia del pueblo y su propio pasado. A pesar de tener una jugabilidad similar a anteriores entregas en cuanto a exploración y resolución de acertijos, Silent Hill: Homecoming hace hincapié en su sistema de combate para ofrecer más acción. La recepción crítica de Homecoming fue mucho menos favorable en comparación a su antecesor. Algunos críticos se mostraron positivos por el cambio de desarrolladora que tuvo la serie, mientras que otros vieron a Homecoming como un ejemplo de franquicias japonesas siendo degradadas por la occidentalización, particularmente en los distintos enfoques empleados para inducir miedo en el jugador. Asimismo, Akira Yamaoka se mostró decepcionado con la dirección que la serie tomó con esta obra, diciendo que él cree que el elemento que daba originalidad a los títulos era la visión del horror japonés combinado con la cultura occidental. Yamaoka dijo pensar que Homecoming careció de ese sentimiento. A pesar de todo, Homecoming recibió la mejor recepción comercial en la serie desde Silent Hill 2, con más de 800 000 copias vendidas, según VGChartz.
El séptimo título de la franquicia, Silent Hill: Shattered Memories, fue desarrollado nuevamente por Climax Studios y lanzado en diciembre de 2009 para Wii. Unas versiones para PlayStation 2 y PlayStation Portable fueron publicadas en febrero de 2010. Shattered Memories sirve tanto como reboot a la franquicia como re-imaginación al primer juego de la misma: la obra mantiene la premisa del original Silent Hill —Harry Mason va en busca de su hija perdida en el pueblo de Silent Hill—, pero está ubicada en universo de ficción distinto, tiene una trama distinta y personajes modificados en comparación con la primera entrega. El juego no cuenta con sistema de combate alguno. Además, hay sesiones de terapia en las que el jugador es puesto bajo pruebas psicológicas; las respuestas dadas allí afectan a diversos elementos de juego durante el viaje de Harry. Shattered Memories fue escrito por Sam Barlow y la música fue compuesta por Akira Yamaoka, quien dejó Konami tras acabar el juego.
La octava y más reciente entrega de la serie, Silent Hill: Downpour, fue desarrollada por Vatra Games y publicado en marzo de 2012 para PlayStation 3 y Xbox 360. A pesar de estar ambientado en la ciudad ficticia homónima, la obra presenta un escenario nuevo del pueblo. La historia gira en torno a Murphy Pendelton, un prisionero que entra a Silent Hill, donde su pasado será revelado. Silent Hill: Downpour recibió críticas mixtas y ha vendido cerca de 800 000 copias.
En octubre de 2022, Konami anuncia tres juegos nuevos para las plataformas Playstation 5 y PC. Uno de ellos es la adaptación de Silent Hill 2 y otros dos juegos llamados, Silent Hill Townfall y Silent Hill f. Los tres juegos son desarrollados por estudios independientes ajenos a Konami.
Tras el éxito rotundo que tuvo Silent Hill 2, en junio de 2025, Bloober Team anunció que estaría trabajando en una nueva adaptación para Silent Hill.

### Derivados
Silent Hill: Play Novel es una versión alterada del original Silent Hill, lanzada para Game Boy Advance en forma de novela visual. Fue publicado solamente para Japón en 2001. A pesar de esto, la crítica occidental no reparó en dar su opinión, quienes reprocharon la falta de banda sonora y de alicientes para crear una atmósfera de terror.
Silent Hill: The Arcade es un videojuego de arcade lanzado en Japón en julio de 2007 y en Europa el siguiente año. La trama involucra a dos personajes, Eric y Tina, quienes entran en el pueblo de Silent Hill, donde deberán combatir monstruos mientras descubren el misterio de las pesadillas de Eric acerca de una chica y un barco de vapor. Siendo un Matamarcianos sobre raíles, The Arcade presenta una gran desviación de la serie tanto en género como en mecánicas de juego.
Otro título que también aleja sus mecánicas, en este caso hacia disparos en primera persona, es Silent Hill: The Escape. Fue publicado en 2007 para iPhone, iPod touch y dispositivos móviles que operen con Symbian.

## Elementos comunes

### Características de la trama y simbolismo

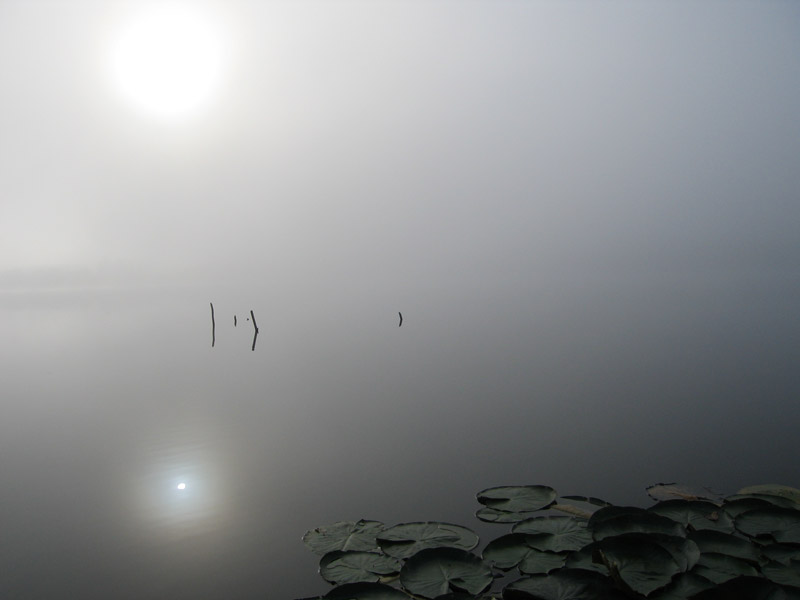
La niebla es uno de los símbolos principales de Silent Hill. En la imagen, un lago completamente cubierto de una densa niebla.

Todas las obras de la serie Silent Hill, a excepción de Shattered Memories, comparten una misma ambientación: Silent Hill, un brumoso pueblo situado al noreste de Estados Unidos. A pesar de que la localización del pueblo es ambigua, los juegos originales ubican a la ciudad en el estado de Maine. Sin embargo, en la adaptación cinematográfica, la ciudad se localiza en Virginia Occidental; la producción del filme en cuestión utilizó a la ciudad de Centralia, Pensilvania, como inspiración. Por último, cabe destacar que, si bien el escenario para el pueblo es Estados Unidos, el material de referencia para crear el mapa son lugares de Japón como los lagos Towada y Tazawa.
La trama de los juegos indican que Silent Hill era un lugar sagrado para los nativos americanos que residían en el área, debido a un poder que contiene la ciudad. Tras la llegada de los colonos a América, el poder fue completamente distorsionado en el curso de la historia. Este poder da forma a los pensamientos más profundos de las personas, proyectando elementos tangibles de sus mentes inconscientes, sus pesadillas y de estados mentales. La mayoría de estas manifestaciones ocurren durante una deformación de la realidad, denominada como «otro mundo». Los personajes de la serie experimentan frecuentemente esta realidad alterada, en la cual las leyes de la física y el tiempo suelen no tener validez. Además, tras los eventos del primer Silent Hill, el pueblo se transforma en un catalizador para la manifestación de las mentes inconscientes de aquellos que guardan oscuridad en sus corazones: tal como se muestra en Silent Hill 2, las alteraciones de la realidad no son hostiles ni visibles ante personas inocentes. Solo aquellos con oscuridad en sus corazones pueden ver y ser atacados por las proyecciones de otro.
Entre las criaturas y monstruos recurrentes de la serie se incluyen las «enfermeras», puesto que en la mayor parte de las tramas argumentales se hace énfasis en las hospitalizaciones de algunos personajes; estas criaturas han aparecido en casi todos los juegos de Silent Hill. Otro de los monstruos es Pyramid Head, personaje que representa el deseo de castigo proyectado por el subconsciente de James Sunderland, y que se ha convertido en la mascota de la serie. Entre otros, también incluye a «Robbie el Conejo», la mascota de un parque de atracciones, y a un perro que ha sido incluido en algunos de los finales de broma de los juegos. Asimismo, la serie incluye la aparición de varios artículos religiosos con propiedades mágicas, sacados del mundo real.
Otro de los elementos de trama en la serie es un culto religioso ficticio conocido como «La Orden». Esta organización religiosa tiene miembros que han actuado como antagonistas en la mayoría de títulos, tales como Dahlia Gillespie en el primero y la precuela, Claudia Wolf en Silent Hill 3, Walter Sullivan en The Room y Margaret Holloway en Homecoming. El culto, además, opera un orfanato que acoge a niños pobres sin hogar y los cría en él, llamado «Wish House» («Hope House» en Silent Hill 3), de cuya gestión se encarga una organización benéfica tapadera del culto. Por otro lado, la religión del culto se basa en la adoración de una deidad principal que es llamada simplemente como «dios». Su dogma deriva de un mito: la deidad se propuso crear un paraíso, pero se quedó sin energía durante el proceso; ésta volvería a la Tierra algún día, siendo así capaz de crear finalmente el paraíso y salvar a la humanidad. El culto del pueblo participa en actos ilícitos en múltiples ocasiones: rituales de sacrificios humanos cuya finalidad es la resurrección de la deidad, tráfico de drogas, y el secuestro y confinamiento de niños a los que les enseñan su dogma a través de control mental, empleando las instalaciones de su orfanato como tapadera.

### Atmósfera
El compositor Akira Yamaoka ha escrito la música para los juegos de la serie, a excepción de Silent Hill Downpour, compuesta por Daniel Licht. La música varía desde post-industrial a trip-hop o alternativa. En el otro mundo, la música suena más fuerte que en el mundo de niebla, dificultando el oír a los enemigos y tratando de asustar al jugador. Además, muchos efectos sonoros ambientales causan susto y alarma en vez de tratar de dejar al jugador indefenso; por ejemplo, se oyen respiraciones fuertes o débiles forcejeos en pasillos vacíos y oscuros. A partir de la tercera entrega Yamaoka ha incorporado a los cantantes Joe Romersa y Mary Elizabeth McGlynn para los temas principales de los juegos.
Desde Silent Hill 2 la serie ha usado el noise effect, equivalente al ruido blanco de la televisión. Este efecto de estática propio de la radio, actúa como un filtro de películas, lo que da al juego un sentido de presencia desconocida constante frente a cualquier posible amenaza, especialmente en la oscuridad. Este efecto puede obstruir la vista del jugador, ya que objetos comunes como tubos, paredes y carteles pueden parecer monstruos en la distancia y, viceversa, con monstruos lejanos que parecen objetos al no moverse. Este efecto se expandió en Silent Hill 4: The Room donde se incrementa notablemente cuando el protagonista se acerca a criaturas o espíritus. El efecto se puede deshabilitar después de completar el juego por primera vez.

### Argumento
Silent Hill es un pueblo pequeño situado alrededor del parque residencial y un gran bosque. Las secciones más antiguas del pueblo se encuentran al norte, junto con los bancos del río. Por su desarrollo comercial, el pueblo es autosuficiente: tiene una escuela primaria, un burdel, un motel, dos billares, un centro psiquiátrico y otras tiendas y atracciones. La mayoría de los negocios del pueblo son manejados por sus propios dueños sin ninguna influencia de franquicias o tiendas de cadenas, con excepción de un bar de hamburguesas «Happy Burger» y una gasolinera Shell. Old Silent Hill y Paleville tienen grandes áreas residenciales con apartamentos y casas, así como varios moteles y el Lakeview Hotel. El área costera de Paleville también tiene un faro y un parque de atracciones, Lakeside Amusement Park.
Antes del año 1600 la zona donde se fundaría Silent Hill estaba habitada por miembros de una tribu amerindia que usaban la tierra para rituales sagrados. Al final del siglo los conquistadores llegaron y fundaron el pueblo. Poco tiempo después empezaron a morir rápidamente, y las muertes se atribuyeron a una epidemia. El Hospital Brookhaven fue construido para tratar a aquellos afectados. Finalmente, los conquistadores huyeron del pueblo, dejándolo abandonado durante aproximadamente un siglo, hasta que volvió a ser habitado como colonia penal en las primeras décadas de 1800. Veinte años después otra epidemia surgió y el Hospital Brookhaven fue reconstruido y reabierto. En 1840 la prisión se cerró y el pueblo una vez más fue abandonado. Una década después se descubrió carbón, y Silent Hill se volvió a poblar.
Durante la guerra civil estadounidense el pueblo se usó como un campo de prisioneros de guerra. Después del fin de las batallas la prisión se convirtió en una penitenciaría estatal. Poco tiempo después Silent Hill se transformó en un pueblo turístico. En aquella época un grupo de fanáticos religiosos fundaron varios cultos del fin del mundo basados en la escatología de la tribu nativa americana que había ocupado el pueblo anteriormente. Refiriéndose colectivamente a sí mismos como «La Orden», los cultos adoraban a pequeñas deidades diferentes y practicaban necromancia y sacrificios humanos con el propósito de revivir al «dios», una antigua deidad la cual creían que iba a traer el paraíso al eliminar a todos los humanos. Para financiar sus actividades, La Orden traficó con una droga llamada White Claudia o, en español, Claudia Blanca, producida a partir de una planta autóctona del pueblo. El tráfico de droga incrementó el turismo, pero finalmente fue bloqueado por la policía local, lo que desató un conflicto durante el cual La Orden asesinó a varios oficiales.
Las diferentes apariciones tanto del pueblo como de sus habitantes se manifiestan por los miedos inconscientes de los residentes del mismo, aunque no necesariamente de los protagonistas. Estas manifestaciones pueden ser vistas por varias personas o aparecer de forma diferente a cada uno de ellos. En la serie de videojuegos se utiliza el simbolismo y la psicología, de modo que el pueblo mismo sirve como un catalizador para materializar el subconsciente de cada individuo, trayendo consigo sus miedos más profundos, al igual que sus mayores remordimientos.
La historia señala que Silent Hill siempre ha tenido una presencia sobrenatural, pero los eventos de violencia y muerte que el pueblo ha tenido desde su fundación han pervertido esas energías y las han transformado en algo más oscuro. Los libros publicados por los creadores y Konami han establecido que el poder de Silent Hill «se ha intensificado de gran manera» desde los eventos del primer juego. Mientras que los dos primeros juegos muestran a protagonistas que se ven atraídos a Silent Hill, los juegos subsecuentes muestran que el Otro Mundo ha alcanzado a los protagonistas en ciudades y pueblos cercanos.

### Sistema de juego
Los juegos de Silent Hill pertenecen al género de Horror de supervivencia, con excepción del título Silent Hill: Book of Memories para PlayStation Vita, el cual contiene elementos pertenecientes a un hack and slash y a un videojuego de rol de acción. Emplean, además, una cámara en tercera persona; en ciertas áreas la cámara cambia a ángulos predeterminados. Puesto que la visibilidad es generalmente baja debido a la niebla y oscuridad que cunden a los escenarios, todos los personajes jugables de la serie —a excepción de Henry Townshend, de Silent Hill 4: The Room— llevan consigo una linterna y un dispositivo que alerta al jugador sobre la presencia de criaturas cercanas mediante emisión de estática. Este dispositivo varía según el juego, siendo un transistor en Origins y los primeros tres títulos, un comunicador portátil en Homecoming y Downpour, y un teléfono móvil en Shattered Memories.
Para explorar cualquier lugar, el jugador puede coger mapas de ciertas áreas (en el caso de Silent Hill 4, Henry lo dibujará), en los cuales el personaje escribirá y marcará en ellos lugares de interés. Para hacerles frente a las criaturas hostiles y enemigos que vagan por el escenario, todo personaje jugador de Silent Hill tiene acceso a una variedad de armas, tanto blancas como de fuego. Además, Origins y Downpour incluyen un rudimentario sistema de combate a golpes. Shattered Memories es la única excepción; no cuenta con sistema de combate, haciendo hincapié en la evasión de enemigos. Otra de las mecánicas de juego consiste en acertijos y enigmas, cuya resolución es necesaria para progresar.

## Influencias
Los miembros del ahora separado Team Silent han declarado que son admiradores del filme La escalera de Jacob y su técnica de inducir miedo a través de un nivel de percepción más psicológico. Para los primeros cuatro juegos fueron notables influencias los libros de Stephen King, Dean Koontz, Kunio Yanagita y ligeramente por los de H. P. Lovecraft, los filmes de David Lynch, Stanley Kubrick, el arte de Hieronymus Bosch, Pieter Brueghel el Viejo y Francis Bacon, y la música rock industrial, new age y techno alemán.

## Multimedia
Art of Silent Hill
Art of Silent Hill fue lanzado en 2002 en Japón. Es el primer DVD multimedia de la serie y se enfoca en su mayoría en material de Silent Hill 2, como arte original y renderizaciones. Contiene el vídeo exclusivo "Caramel Mix", al igual que los vídeos "Ki-no-ko" y "Fukuro", los cuales también aparecerían en discos multimedia futuros. También como hicieron la película de terror "Terror en Silent Hill" esa película se lanzó el 2006 25 de agosto, El videojuego se inspiró en la película, el creador del videojuego es "Keiichiro Toyama" Y se lanzó el juego en el 31 de enero de 1999.
Lost Memories: The Art and Music of Silent Hill
El segundo DVD multimedia, Lost Memories: The Art and Music of Silent Hill fue lanzado sólo en Japón en 2003. La mayor parte del contenido de Art of Silent Hill se encuentra en este disco, además de nuevo contenido que se divide en siete secciones, las cuales incluyen bandas sonoras completas, colecciones de tráileres, renderizaciones y galerías de criaturas de los primeros tres juegos. También posee vídeos musicales como "Ki-no-ko", "Fukuro", "Usagimu" y un vídeo del personaje de Heather cantando la canción "You're Not Here" de la banda sonora de Silent Hill 3.
Inescapable Rain in Yoshiwara
Inescapable rain in Yoshiwara es un drama de audio añadido como un segundo disco en la versión japonesa de la banda sonora de Silent Hill 4. Fue creado por Akira Yamaoka y Tetsui Ichiryusa y dura 57 minutos, sin embargo también se lanzó un capítulo extra con 16 minutos adicionales. Esta historia no se conecta a la serie de Silent Hill de ninguna manera.
The Silent Hill Experience
Un título promocional para el filme Silent Hill, The Silent Hill Experience es un disco UMD lanzado para la PlayStation Portable en 2006. Contiene arte original, bandas sonoras y cómics basados en la serie, que solo es una película no muy larga con dibujos inmóviles y unos textos de unos cortos.
The Silent Hill: Cage of Cradle
Cage of Cradle es un libro de manga interactivo escrito por Hiroyuki Owaku e ilustrado por Masahiro Ito, ambos miembros de Team Silent. Fue publicado en 2006 como descarga para teléfonos móviles en Japón. La historia se enfoca en el personaje de Lisa Garland antes de los eventos del primer juego de la serie. También aparece el doctor Kauffman, Alessa Gillespie y el notorio Pyramid Head.
Silent Hill: Double Under Dusk
El segundo manga interactivo lanzado para teléfonos móviles en Japón. Desde la pérdida de su amadísimo hijo, Ronny, Brian día tras día cae en una apatía emocional y espiritual. Un día, él conoce a Lindsay, quien es idéntica a una mujer que aparece en sus pesadillas. Juntos, ellos deciden visitar Silent Hill.

## Libros
Todos los libros sólo han sido publicados en Japón a través de Konami.
Lost Memories: Silent Hill Chronicle
Lost Memories es una guía que detalla varios aspectos de los primeros tres juegos, revelando de los títulos. El libro ha sido traducido al inglés de manera no oficial en internet.<!R15>
Drawing Block: Silent Hill 3 Program
Drawing Block es un libro de arte original que venía con las ediciones limitadas de Silent Hill 3 junto con dos afiches y el DVD Lost Memories: The Art and Music of Silent Hill.
Silent Hill: The Novel
Se trata de una novelización del primer juego escrita por Sadamu Yamashita y editado el 11/08/2006. Se divide en tres capítulos: Fog (niebla), Darkness (oscuridad) y Nightmare (pesadilla). Sólo se encuentra disponible en japonés. Contiene 272 páginas, más 8 páginas con ilustraciones de Masahiro Ito (4 en color, y 4 en blanco y negro). ISBN 4-86155-815-8
Silent Hill 2: The Novel
Novelización de la segunda parte del juego. También escrita por Sadamu Yamashita y editado el 22/11/2006. Contiene 304 páginas, y 4 ilustraciones de Masahiro Ito. ISBN 4-86155-832-8
Silent Hill 3: The Novel
Novelización de la tercera parte de la saga, escrita por Sadamu Yamashita. Con 288 páginas, y las ilustraciones a cargo de Masahiro Ito. Se editó el 27/07/2007. ISBN 978-4-86155-842-9

## Cómics
Una serie de libros de cómics fueron escritos por Scott Ciencin, con arte de Ben Templesmith, Aadi Salman, Shaun Thoma y Nick Stackal, otros cómics fueron publicados a partir de 2008 por Tom Waltz con el arte del dibujante Menton3. Los cómics fueron publicados de 2004 a 2010 en Estados Unidos por IDW Publishing. Los cómics son considerados como historias alternativas pues presentan contradicciones con la historia establecida en los videojuegos. Adicionalmente, una novela gráfica titulada Silent Hill, de la ahora desaparecida editorial británica Com.X, fue completada en el 2000 pero nunca se publicó. Los cómics publicados son: 
- Silent Hill: Dying Inside
- Silent Hill: Among the Damned
- Silent Hill: Paint It Black
- Silent Hill: The Grinning Man
- Silent Hill: Dead/Alive
- Silent Hill: Hunger
- Silent Hill: Sinner's Reward
- Silent Hill: Past Life
- Silent Hill: Anne's Story

## Adaptación al cine
- Silent Hill es la adaptación estrenada el 21 de abril del año 2006, dirigida por Christophe Gans y protagonizada por Radha Mitchell, Laurie Holden, Sean Bean, Alice Krige y Jodelle Ferland. Basada en el primer videojuego con Rose Da Silva (Radha Mitchell) en busca de su hija perdida Sharon (Jodelle Ferland) después de un accidente en su coche. Junto a la oficial Cybil Bennett (Laurie Holden) tratan de salvar a la niña de un mundo de criaturas sobrenaturales, sectas extrañas y una ciudad en ruinas, donde se centran todos los deseos de venganza por parte de Alessa Gillespie, la inocente víctima del culto de Silent Hill, quien fue quemada para invocar a su dios.

- Silent Hill: Revelation 3D es la segunda adaptación estrenada el 26 de octubre de 2012 y secuela de Terror en Silent Hill. Esta vez se centra en la historia después de los acontecimientos de la primera cinta, una Sharon Da Silva (Adelaide Clemens) asediada por la pérdida de su madre en el pueblo y la soledad de su Padre Christopher Da Silva (Sean Bean), esta vez enfrentará a la orden que busca unirla a su lado siniestro, Alessa Gillespie; y poder al fin invocar al dios del culto. La cinta cuenta con gran parte del casting original y hace gran referencia al tercer juego de la saga así como personajes de otros juegos de Silent Hill.

- Return to Silent Hill es una futura adaptación basada en la franquicia, está programada para ser estrenada en 2026.